# Crucifijo doloroso

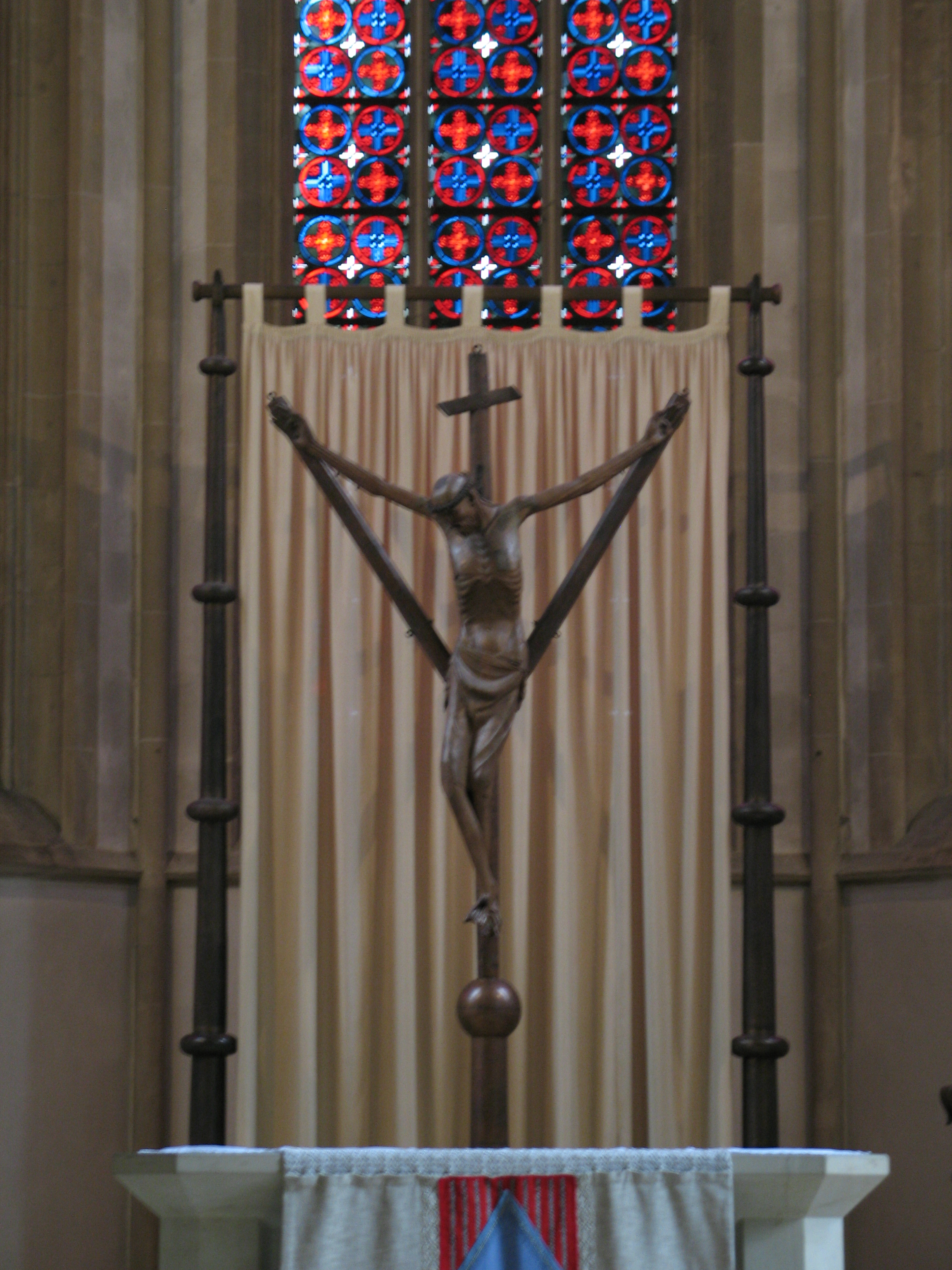
Coesfelder Kreuz.

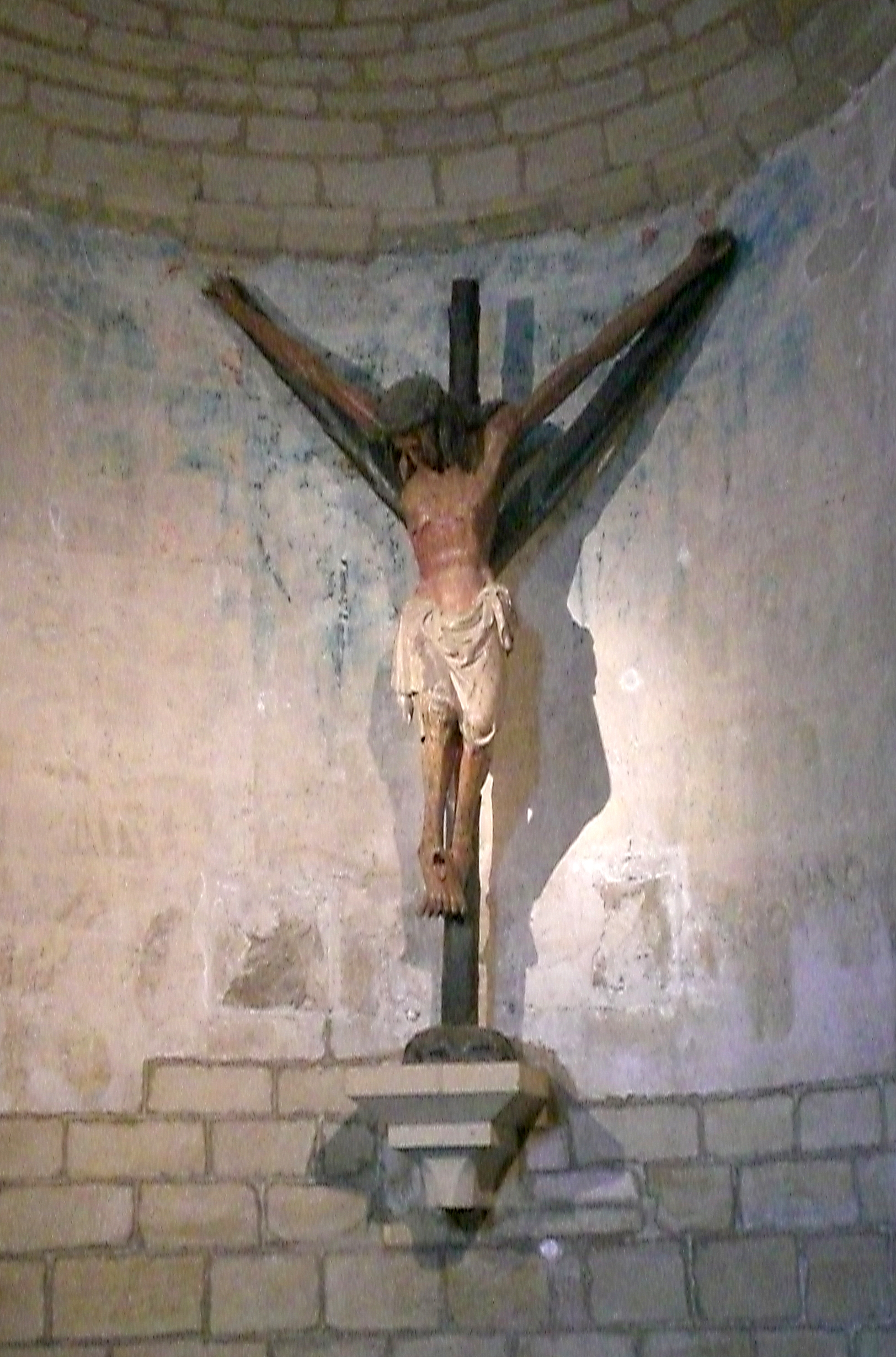
Crucifijo doloroso de Puente la Reina.

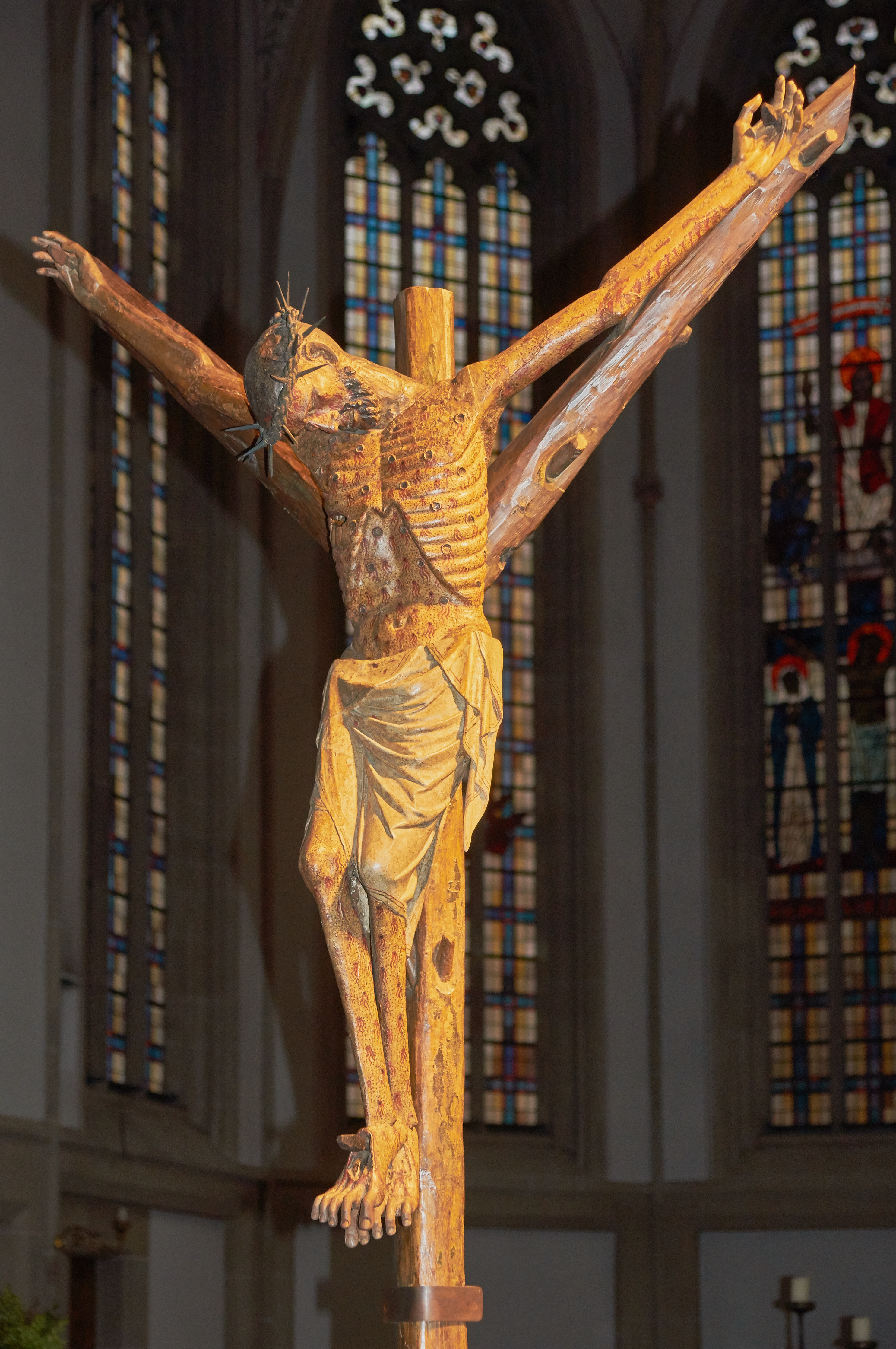
Bocholter Kreuz.

Crucifijo doloroso (en alemán Gabelkreuz, “cruz en forma de tenedor”) es una representación muy expresiva de la Cruz de la Pasión de Jesucristo, que como principal particularidad no tiene un travesaño horizontal, sino dos oblicuos, dando una forma de "Y". Son propios de la escultura gótica de Alemania de finales del siglo XIII y principios del siglo XIV. Algunas de las más antiguas se encuentran en Colonia y en Coesfeld (Renania del Norte-Westfalia).
Se atribuye esa peculiar forma a la voluntad de reproducir el aspecto de las ramas de un árbol, acorde con la tradición cristiana de relacionar la Cruz de Cristo con el árbol de la ciencia del bien y del mal, uno de los árboles del Paraíso, por medio del cual se cometió el primer pecado del mundo y la humanidad se vio condenada al pecado hasta que, con la redención que se produjo por el sacrificio de Cristo, se quitó el pecado del mundo.
Típicamente, el crucifijo doloroso, con forma de “Y”, tiene a Jesucristo suspendido por los brazos con el pecho hundido, y con una viva expresión de dolor en el rostro. Los brazos delgados están más dirigidos hacia arriba que hacia los lados, el cuerpo flaco está curvado y se hunde por el esternón bajo la tensión ejercida por el peso del cuerpo. Los dedos de manos y pies parecen deformes y en general toda la figura de Cristo da la impresión de un intenso sufrimiento.
La beata y mística Ana Catalina Emmerick (siglos XVIII-XIX) parece afirmar que el crucifijo doloroso es la representación más exacta de la verdadera Cruz de la Pasión.

## Ejemplares conservados
La iglesia de Santa María del Capitolio (fundada en Colonia sobre los cimientos de un templo capitolino romano a mediados del siglo XI) tiene una de las Gabelkreuz más antiguas de Alemania. Visto el altar de frente, se encuentra detrás del altar en el pasillo de la izquierda. La cabeza de Cristo está inclinada sobre su pecho y abundantes heridas sangrantes cubren toda la piel. La caja torácica es algo grande en relación con el cuerpo, las costillas están definidamente marcadas sobresaliendo el esternón y el vientre está hundido. 
El Museo Schnütgen, también en Colonia, posee dos crucifijos dolorosos dentro de las piezas exhibidas. Uno de 20 cm y otro de 120 cm de largo. 
La iglesia de San Lamberto en Coesfeld resguarda una de las muestras más importantes de Westfalia. El crucifijo es de madera, y se estima que data de principios del siglo XIV. Ese era un tiempo de penas y padecimientos debidos a la guerra, catástrofes naturales y enfermedades como la peste. El crucifijo se utilizó para realizar procesiones propiciatorias; costumbre que se ha mantenido hasta nuestros días; aunque, para preservar el crucifijo original, una copia lo reemplaza en el recorrido. 
Existen otros crucifijos dolorosos en distintos pueblos de Alemania, como por ejemplo Hanse.

## Crucifijos dolorosos fuera de Alemania
En Italia se encuentran también varias piezas, como por ejemplo el crucifijo de la Iglesia de Santa María Novella en Florencia.
En España hay uno en Puente la Reina, que posiblemente fue donación de un peregrino alemán del siglo XIV.